# 图讷米尔 (康塔尔省)
图讷米尔（法語：Tournemire，法語發音：[tuʁnəmiʁ]）是法国康塔尔省的一个市镇，位于该省南部，属于欧里亚克区。

## 地理
图讷米尔（45°3'16"N, 2°28'56"E）面积9.68 平方千米，位于法国奥弗涅-罗讷-阿尔卑斯大区康塔爾省，该省份为法国中南部省份，位于法國中央高原中心，北起科雷兹省、上盧瓦爾省和多姆山省，西接洛特省和科雷兹省，南至阿韦龙省和洛特省，东临上盧瓦爾省和洛泽尔省。
与图讷米尔接壤的市镇（或旧市镇、城区）包括：吉尔戈尔、圣塞尔南、圣普罗热德萨莱尔。

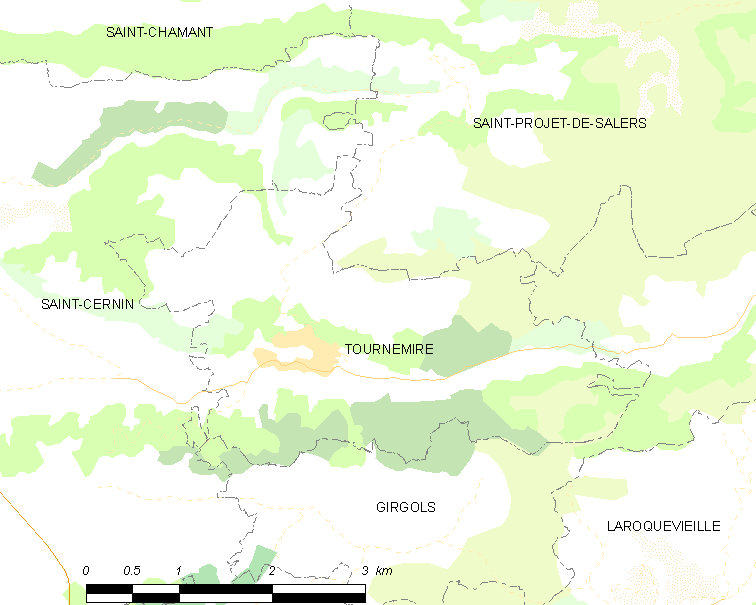
的OSM定位图

图讷米尔的时区为UTC+01:00、UTC+02:00（夏令时）。

## 行政
图讷米尔的邮政编码为15310，INSEE市镇编码为15238。

## 政治
图讷米尔所属的省级选区为诺塞勒县。

## 人口

1962-2008年间人口变化图示

图讷米尔于2022年1月1日时的人口数量为122人。